# Coppa del mondo di tuffi 2021
La Coppa del mondo di tuffi 2021 (ufficialmente 2021 FINA Diving World Cup) è stata la XXII edizione della competizione sportiva internazionale di tuffi organizzata dalla Federazione internazionale del nuoto (FINA). Si è disputata dal 1° al 6 maggio 2021 al Tokyo Aquatics Centre in Giappone. I risultati delle gare sono stati valevoli per le qualificazioni ai Giochi olimpici estivi di Tokyo 2020. 
L'evento, che originariamente si sarebbe dovuto svolgere a Tokyo dal 21 al 26 aprile 2020, è stato rinviato per decisione della FINA a causa della pandemia di COVID-19, dopo aver consultato il Comitato Olimpico Internazionale, che ha anche disposto lo slittamento dei Giochi olimpici di Tokyo 2020. La decisione di rinviare la competizione è seguita alla cancellazione della tappa di Pechino della FINA Diving World Series nel febbraio 2020, ed alla sospensione di tutti gli altri eventi di tuffi, assunta dalla FINA per il mese di marzo 2020.
La competizione è quindi stata differita di un anno e calendarizzata nel periodo 18-23 aprile 2021. Il 2 aprile 2021, tuttavia, indiscrezioni delle BBC Sport hanno fatto sapere che l'evento era "in corso di revisione" e probabilmente sarebbe stato annullato, citando preoccupazioni relative a COVID-19 ed ai costi logistici, conseguenti allo stato di emergenza dichiarato sulle nuove varianti SARS-CoV-2. L'evento è quindi stato rinviato nuovamente considerato che, secondo quanto riferito, il governo giapponese "non ha preso tutte le misure necessarie" per garantire una concorrenza leale e di successo. Il 9 aprile 2021, infine, la FINA ha definitivamente calendarizzato l'evento dal 1° al 6 maggio 2021.
Poco prima dell'inizio delle gare la Federazione Australiana ha annunciato la sua rinuncia a partecipare alla competizione per paura delle condizioni, dei contagi e perché diffidente sul lavoro degli organizzatori. La decisione ha precluso l'opportunità di guadagnare ulteriori cinque pass olimpici, oltre ai sette già ottenuti dalla delegazione australiana, azzerando quindi le possibilità di andare ai Giochi olimpici di Anabelle Smith e Maddison Keeney, bronzo a Rio de Janeiro 2016 nel sincro 3 metri.

## Partecipanti
- Armenia (2)
- Austria (3)
- Belgio (1)
- Bielorussia (3)
- Brasile (8)
- Canada (10)
- Cile (3)
- Cina (2)
- Colombia (7)
- Croazia (1)
- Cuba (2)
- Danimarca (1)
- Rep. Dominicana (2)
- Egitto (4)
- Francia (4)
- Georgia (3)

- Germania (11)
- Gran Bretagna (14)
- Grecia (3)
- Ungheria (1)
- India (1)
- Iran (2)
- Irlanda (5)
- Italia (10)
- Giamaica (1)
- Giappone (13)
- Kazakistan (1)
- Kuwait (3)
- Malaysia (10)
- Messico (12)
- Paesi Bassi (2)
- Nuova Zelanda (2)

- Norvegia (2)
- Polonia (3)
- Porto Rico (4)
- Romania (2)
- Russia (10)
- Singapore (7)
- Sudafrica (2)
- Corea del Sud (8)
- Spagna (7)
- Svizzera (5)
- Svezia (3)
- Ucraina (11)
- Stati Uniti (9)
- Venezuela (5)

## Podi

### Uomini
| Evento                     | Oro                                          | Perform. | Argento                                    | Perform. | Bronzo                                        | Perform. |
| Tuffi individuali          |                                              |          |                                            |          |                                               |          |
| Trampolino 3m (dettagli)   | Martin Wolfram                               | 467.75   | James Heatly                               | 461.25   | Alexis Jandard                                | 434.25   |
| Piattaforma 10m (dettagli) | Tom Daley                                    | 541.70   | Randal Willars                             | 514.70   | Rylan Wiens                                   | 488.55   |
| Tuffi sincronizzati        |                                              |          |                                            |          |                                               |          |
| Trampolino 3m (dettagli)   | Gran Bretagna Daniel Goodfellow Jack Laugher | 440.94   | Germania Patrick Hausding Lars Rüdiger     | 433.92   | Russia Evgeny Kuznetsov Nikita Shleikher      | 415.86   |
| Piattaforma 10m (dettagli) | Gran Bretagna Tom Daley Matty Lee            | 453.60   | Messico Iván García Navarro Randal Willars | 405.69   | Canada Vincent Riendeau Nathan Zsombor-Murray | 393.81   |

### Donne
| Evento                     | Oro                                 | Perform. | Argento                                       | Perform. | Bronzo                                  | Perform. |
| Tuffi individuali          |                                     |          |                                               |          |                                         |          |
| Trampolino 3m (dettagli)   | Chen Yiwen                          | 383.55   | Sarah Bacon                                   | 348.75   | Chang Yani                              | 344.40   |
| Piattaforma 10m (dettagli) | Pandelela Rinong                    | 355.70   | Matsuri Arai                                  | 342.00   | Caeli McKay                             | 338.55   |
| Tuffi sincronizzati        |                                     |          |                                               |          |                                         |          |
| Trampolino 3m (dettagli)   | Cina Chang Yani Chen Yiwen          | 317.16   | Canada Jennifer Abel Mélissa Citrini-Beaulieu | 289.98   | Italia Elena Bertocchi Chiara Pellacani | 283.77   |
| Piattaforma 10m (dettagli) | Canada Meaghan Benfeito Caeli McKay | 305.94   | Gran Bretagna Eden Cheng Lois Toulson         | 302.88   | Germania Tina Punzel Christina Wassen   | 292.86   |

## Medagliere
| Posizione | Paese         | Oro | Argento | Bronzo | Totale |
| --------- | ------------- | --- | ------- | ------ | ------ |
| 1         | Gran Bretagna | 3   | 2       | 0      | 5      |
| 2         | Cina          | 2   | 0       | 1      | 3      |
| 3         | Canada        | 1   | 1       | 3      | 5      |
| 4         | Germania      | 1   | 1       | 1      | 3      |
| 5         | Malaysia      | 1   | 0       | 0      | 1      |
| 6         | Messico       | 0   | 2       | 0      | 2      |
| 7         | Giappone      | 0   | 1       | 0      | 1      |
| 7         | Stati Uniti   | 0   | 1       | 0      | 1      |
| 9         | Francia       | 0   | 0       | 1      | 1      |
| 9         | Italia        | 0   | 0       | 1      | 1      |
| 9         | Russia        | 0   | 0       | 1      | 1      |
| Totale    | Totale        | 8   | 8       | 8      | 24     |